# 庚申山
座標: 北緯36度40分23秒 東経139度21分41秒 / 北緯36.673129度 東経139.361285度
庚申山（こうしんざん）は、足尾山地に存在する那須火山帯に属した成層火山である。標高は1892 mだが、侵食が著しく、山頂には庚申神社が存在する。場所は栃木県日光市南西部に当たり、この付近は日光国立公園に指定されている。なお「とちぎの景勝100選」に選定された観光名所でもある。この山は、特別天然記念物に指定されている固有種の食虫植物で、この山の名が付けられているコウシンソウの自生地として知られる。また山中では、奇岩や怪石などが多く見られる。

## 登山
日光市の銀山平からの道が、唯一の登山道である。山中には庚申山荘が建つ。庚申神社が存在する山頂は、樹林に覆われているため、特に展望は無い。

## 周辺の山
- 皇海山
- 袈裟丸山